# Nikolaus von Leitomischl
Nikolaus von Leitomischl (tschechisch Mikuláš z Litomyšle, lateinisch Nicolaus de Litomysl, auch Nicolaus de Lutomyssl; † um 1404) war ein böhmischer Theologe und 1386 sowie 1402/03 Rektor der Karlsuniversität.

## Leben
Nikolaus studierte an der Karlsuniversität, wo er 1375 den akademischen Grad eines Baccalaureus und 1378 eines Magisters der Freien Künste erwarb. 1384 wurde er zum Dekan der Artistenfakultät gewählt und 1386 zum Rektor. 1402 promovierte er zum Doktor der Theologie, und im Studienjahr 1402/03 bekleidete er ein weiteres Mal das Amt des Rektors.
Nikolaus gehörte zu den führenden Persönlichkeiten der noch jungen Universität. Er war Lehrer von Jan Hus, der ihn als umsichtigen Ratgeber („consiliarius perspicuus“) bezeichnete. In den internen Kämpfen um die Lehre des John Wyclif stand er auf der Seite von dessen Befürwortern.

## Werke
- Recommendatio baccalariorum Wenceslai de Rudnicz et Nicolai de Budweis; Recommendatio in liberalibus licentiatorum
- Utrum omnia ea, que sunt in voce, sunt earum, que sunt in anima, passionum
- Utrum omnis predicacio sit essencialis vel demonstrativa
- Utrum idem terminus suppositus materialiter potest supponere personaliter et econtra
- Utrum omnis consequencia sit consequencia formalis
- Utrum aliqua causa naturalia sint nota vere et simpliciter
- Utrum omnis transmutacio successiva sit ad transmutandum esse substanciale vel accidentale
- Utrum naturalis in quantum talis habeat disputare contra negantem sua principia
- Utrum ad proposicionem impossibilem sequatur quelibet alia proposicio
- Utrum omnis voluntas dampnatorum est mala